# Józefinka
Józefinka – wieś w Polsce położona w województwie kujawsko-pomorskim, w powiecie żnińskim, w gminie Barcin. Wieś jest siedzibą sołectwa Józefinka w którego skład wchodzi również miejscowość Knieja.
W latach 1975–1998 miejscowość administracyjnie należała do województwa bydgoskiego. Według Narodowego Spisu Powszechnego (III 2011 r.) liczyła 154 mieszkańców. Jest dwunastą co do wielkości miejscowością gminy Barcin.